# Liste von Kunstwerken im öffentlichen Raum im Kreis Soest

Kreis Soest

Die Liste von Kunstwerken im öffentlichen Raum im Kreis Soest umfasst:
- Kunst im öffentlichen Raum in Anröchte
- Liste von Kunstwerken im öffentlichen Raum in Bad Sassendorf
- Kunst im öffentlichen Raum in Ense
- Kunst im öffentlichen Raum in Erwitte
- Kunst im öffentlichen Raum in Geseke
- Kunst im öffentlichen Raum in Lippetal
- Kunst im öffentlichen Raum in Lippstadt
- Kunst im öffentlichen Raum in Möhnesee
- Kunst im öffentlichen Raum in Rüthen
- Kunst im öffentlichen Raum in Soest
- Kunst im öffentlichen Raum in Warstein
- Kunst im öffentlichen Raum in Welver
- Kunst im öffentlichen Raum in Werl
- Kunst im öffentlichen Raum in Wickede (Ruhr)